# The Zimmers
The Zimmers waren eine britische Band mit einem Durchschnittsalter von 78 Jahren (2007). Der Name wurde aus der Marke einer in Großbritannien populären Gehhilfe des Herstellers Zimmer abgeleitet. Die Band war von 2007 bis in die frühen 2010er Jahre  aktiv. 

## Hintergrund
Hintergrund der Band ist eine Dokumentation der BBC, in der auf die Situation älterer Menschen in unserer Gesellschaft hingewiesen wird, besonders auf die Vereinsamung im Alter und die Geringschätzung.
Ihre erste Single erschien am 28. Mai 2007 als CD in Großbritannien, davor gab es schon eine Download-Version auf iTunes. Die am 2. April auf YouTube eingestellte Version wurde bisher 5.188.687 Mal aufgerufen, 7.842-mal kommentiert, 3.392-mal zu den Favoriten gewählt und 16005 Bewertungen wurden abgegeben (Stand: 11. Januar 2010, 20:15). In der ersten Woche nach Erscheinen erreichte die Single Platz 26 der britischen Charts.
Das Lied – eine Coverversion des Songs My Generation der Gruppe The Who – wurde zusammen mit dem internationalen Topproduzenten Mike Hedges (U2, The Cure, Dido etc.) in den Abbey Road Studios aufgenommen, das Video wurde von Grammy-Gewinner Geoff Wonfor gedreht. Es visualisiert die Entstehung der Produktion.
Bekanntestes Mitglied der Zimmers ist Peter Oakley, unter dem Namen geriatric1927 einer der Stars des Online-Portals YouTube. Solosänger war Alf Carretta (* 31. März 1917; † 30. Juni 2010).

## Bandmitglieder (Alter zum Zeitpunkt der Aufnahme des Songs)
| - Winifred Warburton (99) († 2008) - Eric Whitty (69) - Tim O’Donovan (81) - Joan Bennett - Barry Foy (69) (Schlagzeug) - Alf Carretta (90) (Sänger) († 2010) | - Gillian (Deddie) Davies (69) († 2016) - Peter Oakley (79) († 2014) - Buster Martin (100) († 2011) - John und Bubbles Tree - Grace Cook (83) - Charlotte Cox (84) | - Irene Samain - Joanna Judge - Jessie Thomason (85) - Vera Welch (80) - Ann Sherwin (79) |

## Auszeichnung
Im Jahr 2008 erhielt die Popgruppe die Auszeichnung blue hearts award, was auf der Gehbahn der Berliner Abteibrücke mittels einer blauen herzförmigen Fliese dokumentiert wurde.